# Червеноока амазона
Червенооката амазона (Amazona pretrei) е вид птица от семейство Папагалови (Psittacidae). Видът е световно застрашен, със статут Уязвим.

## Разпространение и местообитание
Разпространен е в Бразилия и Парагвай.